# ジャネス
ジャネスは愛知県名古屋市昭和区御器所一丁目に本社を置いていた日本のアダルトビデオメーカーの一つ。熟女、人妻、レズ、ダンス、マニア、フェチなどのジャンル作品を中心とした映像メーカー。特にフェチジャンル作品は充実していた。
2012年のアダルトビデオ30周年を記念した企画、AV30では、究極のフェチ作品、過激なマニア作品、50作品を収録したDVDを発売した。
2019年頃まで、新作を出していた。